# Cranopsis coccifer
Cranopsis coccifer là một loài cóc trong họ Bufonidae.
Nó được tìm thấy ở Costa Rica, El Salvador, Guatemala, Honduras, México, và Nicaragua.
Các môi trường sống tự nhiên của chúng là các khu rừng khô nhiệt đới hoặc cận nhiệt đới, rừng ẩm đất thấp nhiệt đới hoặc cận nhiệt đới, các khu rừng vùng núi ẩm nhiệt đới hoặc cận nhiệt đới, đồng cỏ nhiệt đới hoặc cận nhiệt đới vùng ngập nước hoặc lụt theo mùa, hồ nước ngọt có nước theo mùa, đầm nước ngọt có nước theo mùa, đất canh tác, vùng đồng cỏ, vườn nông thôn, các vùng đô thị, các khu rừng trước đây bị suy thoái nặng nề, ao, ao nuôi trồng thủy sản, và kênh đào và mương rãnh. Loài này đang bị đe dọa do mất nơi sống.

## Hình ảnh

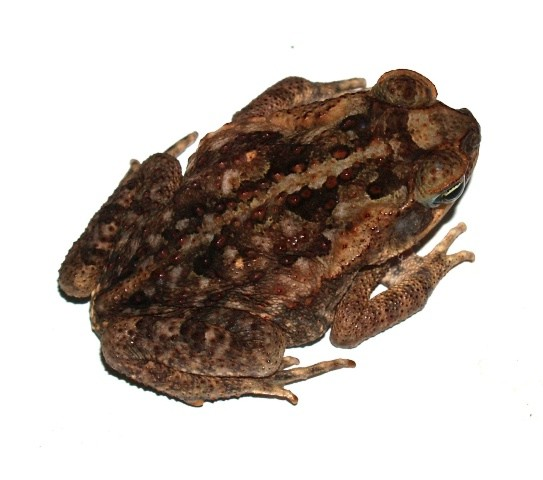
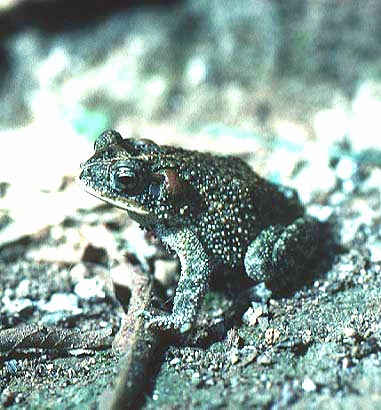
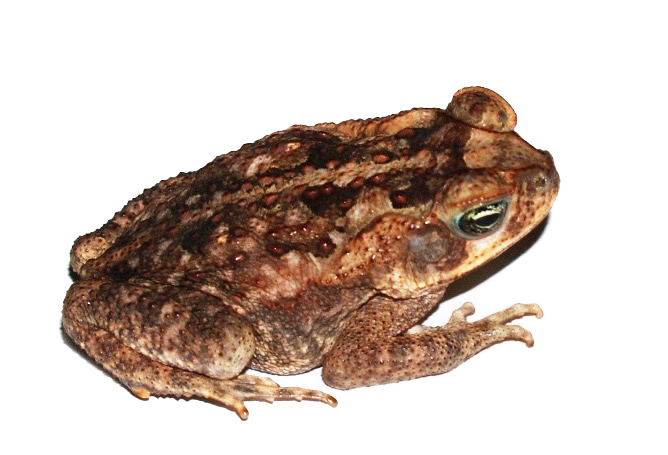